# Myxomitodes
Myxomitodes — іхнотаксон, що описаний з палеопротерозойських відкладень формації Stirling Range в Західній Австралії, віком 1,9 млрд років. Спочатку вважалося, що сліди могли залишити червоподібна морська тварина або гігантські амебоїди, подібні до сучасного роду Gromia, або це природне явище (бульбашки газу). Проте для хробаків та амебоїдів характерні рівні сліди, а сліди Myxomitodes з одного кінця тоншають, а в іншому закінчуються цибулеподібною структурою. Найбільше сліди схожі на ходи слизовиків, до яких таксон, найімовірніше, і належить.